# Andrés Valero Castells
Andrés Valero Castells  (Silla, l'Horta Sud, 1 de març del 1973) és un compositor, pedagog musical i director d'orquestra valencià. Ocasionalment signa Andrés Valero-Castells.

## Biografia
Estudià als conservatoris superiors de València i Múrcia amb els professors Vicente Ramón Ramos, Enrique García Asensio, Eduardo Cifre, Manuel Galduf, Francesc Tamarit, José María Vives, Vicente Campos, Pilar Fuentes i Pilar Valero. Obtingué les titulacions superiors de trompeta, solfeig, teoria, transposició i acompanyament, i les de professor de piano, i de composició i instrumentació, contrapunt i fuga, i harmonia. Ha ampliat la seva formació amb gran nombre de cursos de composició, direcció i trompeta.
Com a compositor, fins al 2007 ha escrit més de 60 obres per a orquestres, banda, cor, conjunts de cambra, instruments sols i en grups petits, amb les quals ha obtingut diversos premis a Europa i als Estats Units. Moltes de les seves composicions han estat publicades en editorials estrangeres, i això els ha donat molta difusió arreu. Les seves obres més conegudes siguin, possiblement, La vall de la Murta, El Monte de las Ànimas i la Ma-Chacona. Valero Castells és directiu de la COSICOVA (Associació de Compositors Simfònics Valencians).
Ha dirigit la Banda Sinfónica del Conservatorio Superior de Música de Múrcia (1994-1995), la Banda Simfònica de la Societat Artística i Musical de Picassent (1995-2004) i la Banda de la Federació de Societats Musicals de la Comunitat Valenciana (FSMCV) (2003). Com a director convidat, ha portat la batuta davant d'un gran nombre d'orquestres i bandes; entre elles, la Banda Federal de la Comunitat Valenciana, la Banda Simfònica Municipal d'Alacant i la de Madrid. També ha dirigit el grup instrumental "Tetragrama". Va ser trompeta solista de l'Orquestra Internacional del XXV Festival "Music Meeting" a Espinho (Portugal) el 1994, de l'Orquestra de la Regió de Múrcia, i de les orquestres simfòniques dels conservatoris superiors de València i de Múrcia.
Andrés Valero ha destacat també en el camp de la pedagogia musical. Entre els anys 1992 i 1995 va ser professor de trompeta i piano al Conservatori Professional de Sòria, al Conservatori Superior "Manuel Massotti Littel" de Múrcia, i al Conservatori Municipal de Silla. D'allí passà a fer de professor de música a l'IES Enric Valor de Silla (1996-02). És professor de composició al Conservatori Superior de Música de València des del 2004.
És germà del també compositor i pedagog musical Francisco José Valero-Castells, que el 2004 li dedicà l'obra Los 11 en punto; conjuntament han compost dues obres. Un altre germà, Vicente, és professor de trompeta al Conservatorio Profesional de Música de Cartagena.

## Obres
[Les mencions av. són una numeració pròpia de l'autor, equivalent a l'opus que s'utilitza per numerar les obres de molts altres compositors]
- Aquelarre, av. 9 (1992, rev. 2002), per a quatre trompetes
- Belisana, av. 25 (1997), per a quintet de vent[3]
- La catedral, av. 4 (1991), per a cinc trompetes
- Cuarteto nombre 2, av. 41 (2001), per a 4 saxòfons
- Cuatro piezas (1990/1993), per a quintet de metall
- Divertimento, av. 20 (1995), per a 4 saxòfons
- Dodi, av. 30 (1999, rev. 2003), per a violí, violoncel i piano
- Fantasia concertante, av. 11 (1993), per a flauta i piano
- Festiva, av. 55 (2004), per a clarinet i vibràfon
- Fusta, av. 47 (2003), per a conjunt d'idiòfons de fusta
- Gabadafà, av. 34 (1999, rev. 2004), per a trompeta i marimba
- Harem, av. 5 (1991), per a saxòfon, o oboè i piano
- Impromptu, av. 23 (1995), per a trompeta
- Impromptu (tuba, tubae...), av. 17 (1994), per a tuba
- Ma-Chacona: tocata, av. 52 (2004), per a piano. Obra obligada en el 14è. Concurs Internacional "José Iturbi" de València
- El mito de la caverna, av. 14 (1993), per a oboè
- Pequeña fantasia en Do, av. 24 (1995), per a 4 trompes
- Polifonia d'identitats, av. 59 (2005), per a veu i quartet
- ¡R R R R!, av. 40 (2000), per a quatre caixes. Premi de l'I Concurs Internacional de Composició per a Percussió, Cocentaina
- Rapsodia rítmica, av. 10 (1992), per a trompeta i piano
- Romance del Duero, av. 31 (1999), per a veu i piano, sobre un text de Gerardo Diego. N'hi ha versió per a violí i piano (2005)
- Sexteto en tres movimientos (1997), per a quintet de metall i piano, obra coescrita amb el seu germà Francisco José
- Suite nombre 2, av. 13 (1993), per a metall, piano i percussió
- Tres nocturnos (1990/1991), per a piano
- Tres piezas breves, av. 12 (1993, rev. 2001), per a tres trompetes
- Tríptico, av. 21 (1995), per a quintet de vent fusta
- Las tres rosas del cementerió de Zaro, av. 18 (1994), per a trompa[4]
- Trombonerías, av. 19 (1995), per a 4 trombons
- Variaciones sobre un tema de Joaquín Rodrigo, av. 36 (2000), per a trompa i piano
- Variaciones sobre un tema de Vivaldi, av. 58 (2005), per a tuba i quintet de vent
- Vulcan 500, av. 50 (2003), per a trio de metall, piano i percussió

### Per a orquestra
- Africana, av. 54 (2004), obra inspirada en el folklore africà. N'hi ha versió per a banda simfònica (2005)
- Autopsicografia (2002), per a veu i orquestra, basat en textos de Fernando Pessoa[5]
- Cagiana 3.33, av. 44 (2002), per a 13 instruments
- Concierto nombre 1, av. 16 (1994), per a trompeta i orquestra de corda. N'hi ha versions per a banda (1998) i per a trompeta i piano (1994)
- Concierto para animales, presentador/es, niños i orquesta, av. 49 (2003), amb text tret de la literatura popular colombiana
- Dualis, av. 28 (1998, rev. 2004), per a orquestra de corda. També té versió per a orquestra de cambra
- Los fusilamientos de Goya, av. 45 (2002)
- El Monte de las Ànimas, av. 38 (2000), per a orquestra simfònica[6][7] Obtingué el premi Andrés Gaos del 2001. N'hi ha versió per a banda (2003)
- Pegasus - Concierto núm. 2, av. 60 (2005), per a trompeta piccolo, orquestra de corda i quartet de trompetes
- Polifemo i Galatea (2006), basat en l'obra de Luis de Góngora
- Rapsòdia de temes valencians (2006)
- Sinfonia núm. 3 "Epidemia Silenciosa", av. 61 (2006), dedicat a la seva mare, malalta d'Alzheimer (Comentaris d'Andrés Valero Arxivat 2007-09-28 a Wayback Machine.)

### Per a banda
- Concierto para làminas i ensemble de viento, av. 29 (1998), premi "Maestro Villa" 2001. N'hi ha versió per a làmines i piano (2002)
- Dredred, av. 26 (1999)
- Fa ra ri ri rà, av. 48 (2003)
- Himne de Silla (1995), per a veu i banda, coescrit amb el seu germà Francisco José[8]
- Polifemo, av. 39 (2000), obra d'interpretació obligada al Concurs Internacional de bandes de música de València 2001
- Sinfonia nombre 1 La Vall de la Murta, av. 43 (2001-2002)[9]
- Sinfonia núm. 2 Teogònica, av. 46 (2002-2003), basada en la Teogonia d'Hesíode[10] Va ser obra d'interpretació obligada al 33è. Certamen Internacional de Bandes de Música Vila d'Altea 2004. Consta de quatre parts:
1 - Proemi
2 - Invocació a les muses
3 - Tercera generació de déus
4 - Ascens de Zeus al poder

### Música de cambra
- Burrrundi, av. 56 (2005), per a octect de percussió[11]
- Custom (Vulcan 800), av. 50 (2005), per a conjunt instrumental
- Fanfarria de plata, av. 53 (2004), per a 25 músics
- Miniatura, av. 37 (2000), per a septet de vent
- Preludió, av. 42b (2004), per a octet de vent
- Preludió i fuga, av. 42 (2001), per a octet de dobles canyes
- Prex, av. 33 (2000), per a nonet
- Reencontres, av. 57 (2005), per a 4 trompetes, 4 corns, 3 trombons i tuba
- Valentia 2004, av. 51 (2003), fanfàrria per a 18 trompes

### Obres per a cor
- Cinco canciones (1995/2000), per a cor mixt a 4 veus
- Pange lingua, av. 32 (1999), per a cor mixt a 8 veus
- Sin dudarlo iré (1995, rev. 2004), per a cor mixt a 4 veus

### Obres d'Andrés Valero
- Andrés Valero Castells La Carxofa de Silla, part I publicat a la revista de Silla Algudor nombre 1 (2000)
- Andrés Valero Castells Concierto para animales Pontevedra: Kalandraka, 2005
  - Andrés Valero Castells Concerto para animais Pontevedra: Kalandraka, 2005

### Obres sobre Andrés Valero
- Vicent Porta Asensi Andrés Valero Castells: persona, educando, músico, director, profesor, article publicat a Música i poble nombre 121 (2003)
- Xavier Cunyat Ríos Un rapsode a la ciutat, extens article publicat a Algudor nombre 2 (2001)

## Arxius de so
Fragments de la Fanfarria de plata, en interpretació d'un ensemble de la Jove Orquestra de la Generalitat Valenciana Arxivat 2007-09-29 a Wayback Machine.

 Teogònica, interpretat per la Unió Musical de Llíria Arxivat 2007-09-28 a Wayback Machine.